# George Perkins Merrill
George Perkins Merrill (né le 31 mai 1854 à Auburn (Maine) – mort le 15 août 1929 dans la même ville) est un géologue américain surtout connu pour avoir été le conservateur en chef du département de géologie du Musée national d'histoire naturelle des États-Unis de 1917 à 1929.

## Biographie
Diplômé de l'université du Maine (B.S., 1879 ; Ph.D., 1889), il poursuit ses recherches à l'université Wesleyenne, au Connecticut (1879–1880), puis à l'université Johns-Hopkins (1886–1887).
En 1881, il devient assistant conservateur au National Museum de Washington (district de Columbia). Il est également professeur à l'université George-Washington de 1893 à 1916.

## Publications
Ses principales publications sont :  
- (en)Stones for Building and Decoration (1891 ; 3e édition, 1903)
- (en) A Treatise on Rocks, Rock-Weathering, and Soils (1897 ; deuxième édition, 1906)
- (en) The Non-Metallic Minerals (1904 ; deuxième édition, 1910)
- (en) The Fossil Forests of Arizona (1911); 23 pages.
- (en)The First Hundred Years of American Geology (1924)[4]